# Claudia Coslovich
Claudia Coslovich (née le 26 avril 1972 à Trieste) est une athlète italienne, spécialiste du lancer du javelot. 

## Biographie
C'est une Slovène d'Italie

### Palmarès
| Date | Compétition                          | Lieu     | Résultat | Performance |
| ---- | ------------------------------------ | -------- | -------- | ----------- |
| 1997 | Jeux méditerranéens                  | Bari     | 2e       | 57,16 m     |
| 1998 | Championnats d'Europe                | Budapest | 7e       | 60,73 m     |
| 2000 | Jeux olympiques                      | Sydney   | 12e      | 56,74 m     |
| 2001 | Coupe d'Europe hivernale des lancers | Nice     | 3e       | 57,89 m     |
| 2001 | Championnats du monde                | Edmonton | 11e      | 57,27 m     |
| 2001 | Jeux méditerranéens                  | Radès    | 1re      | 62,02 m     |
| 2002 | Coupe d'Europe hivernale des lancers | Pula     | 1re      | 63,27 m     |
| 2003 | Championnats du monde                | Paris    | 7e       | 59,64 m     |

### Records
| Épreuve           | Performance | Lieu      | Date         |
| ----------------- | ----------- | --------- | ------------ |
| Lancer du javelot | 65,30 m     | Ljubljana | 10 juin 2000 |